# Doprava v Berlíně

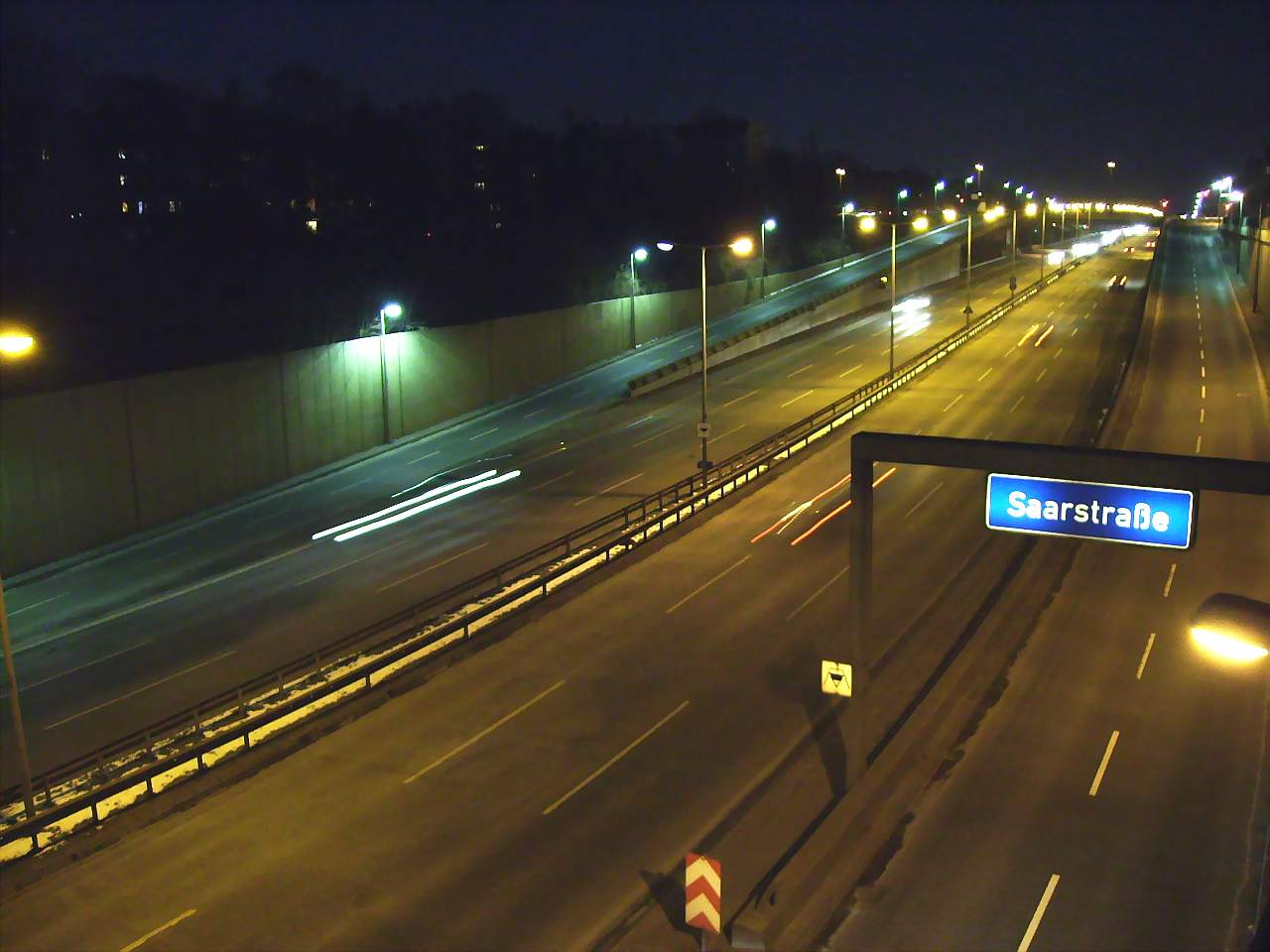
Dálnice A103 v Berlíně

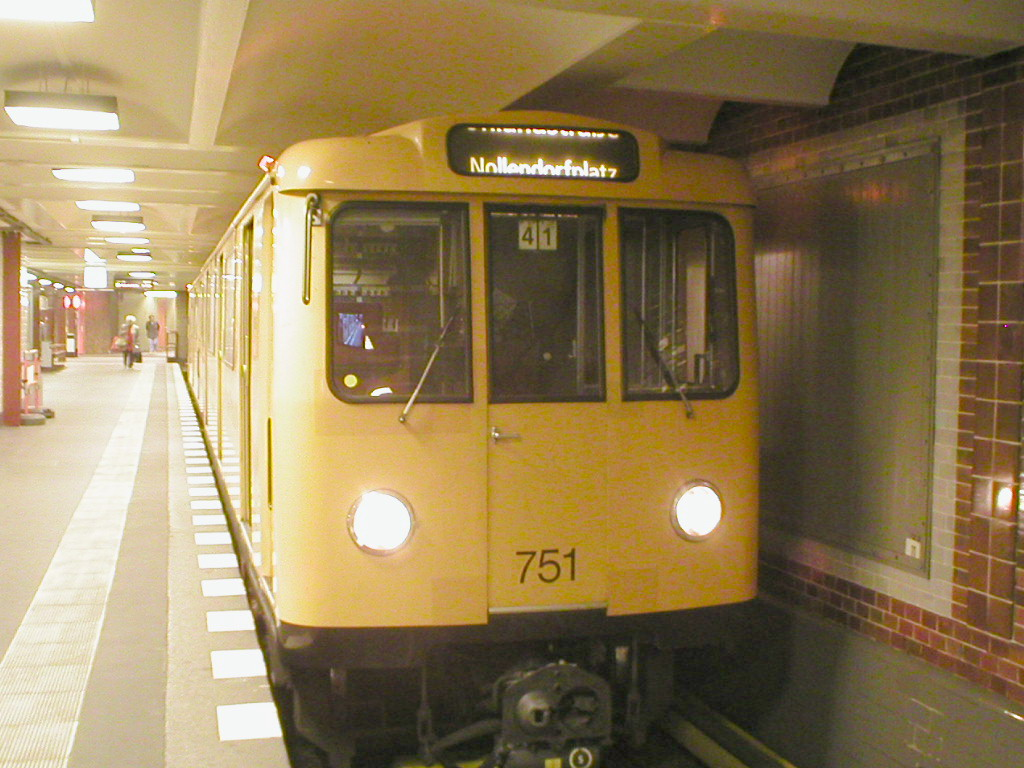
Páteř městské dopravy v Berlíně tvoří systém metra, který slouží již více než 100 let

Berlín jako německé hlavní město má vybudovanou rozsáhlou dopravní infrastrukturu, sloužící jak městské, tak i dálkové dopravě.

## Silniční doprava
Berlín je napojen na celoněmeckou i evropskou síť dálnic. Kolem Berlína vede vnější, zcela uzavřený dálniční okruh; vnitřní okruh byl plánován; vznikl však jen v západní části města a v blízké budoucnosti zřejmě jeho dobudování nebude zrealizováno. 
Z okruhu (A10) vychází mnoho dálnic (A111, A113, A114, A115), tyto vedou do centra Berlína. Mnoho dalších pak z okruhu naopak vede na druhou stranu, tj. do dalších německých významných měst.
Kromě toho má též město díky poválečné přestavbě mnoho širokých, rovných a dlouhých ulic, což do jisté míry eliminuje dopravní zácpy. 

## Železniční doprava

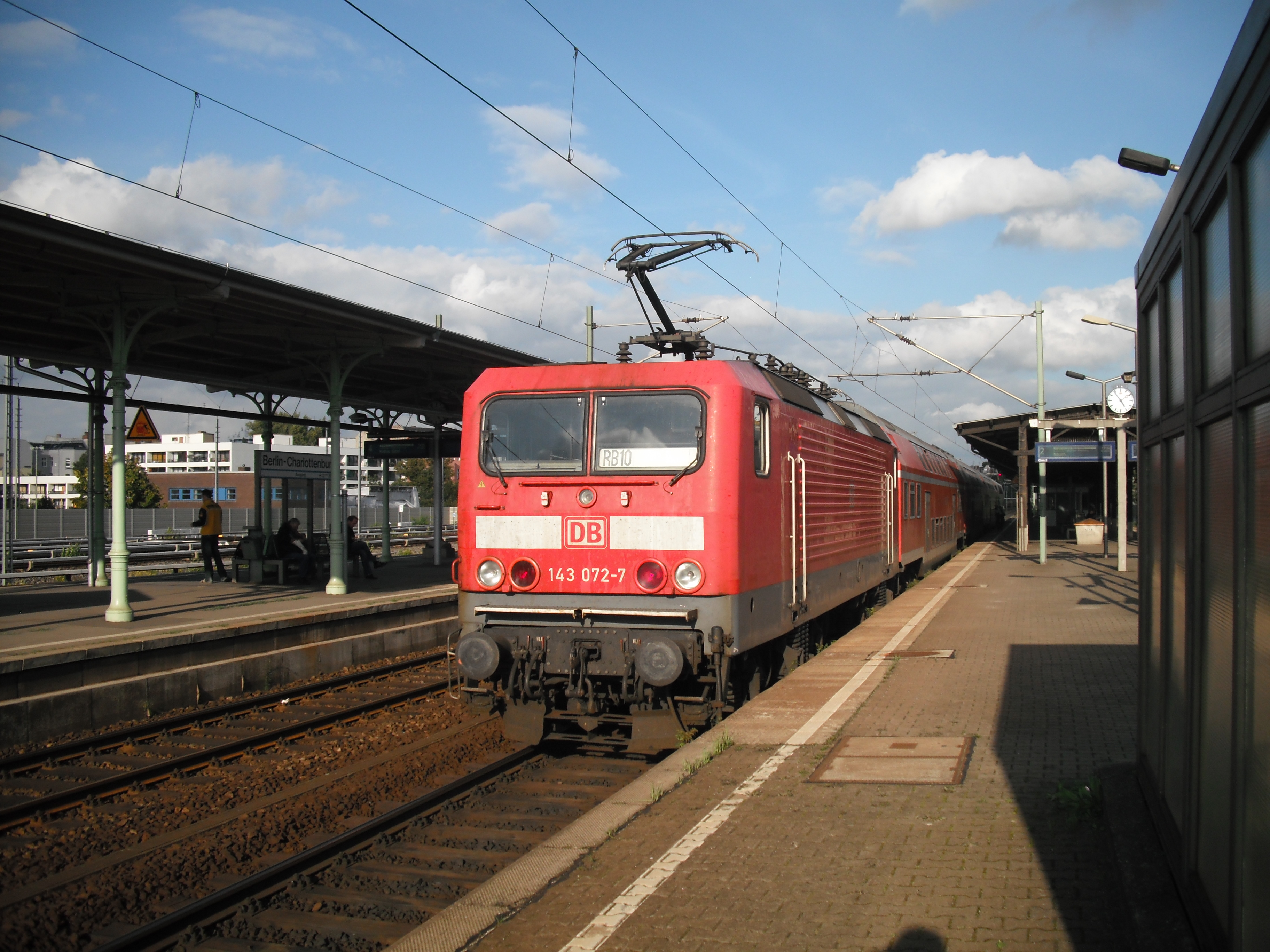
Elektrická lokomotiva DB 143 072 se službou Regional Bahn na trase Berlín-Charlottenburg

Železniční spojení je uspokojivé; do města vede mnoho rychlíkových spojů a též i linek ICE. S dálkovou železniční dopravou je do značné míry propojen S-Bahn, berlínský systém městské železnice.
V hlavním městě Německa Berlíně až do roku 2006 bylo vždy mnoho nádraží, ale dominující hlavní, ústřední nádraží nikdy neexistovalo. Železniční spojení s německými městy a oblastmi přejímalo vždy více nádraží, která obstarávala spojení paprskovitě různými směry (a byla spolu spojena městskou dráhou S-Bahn). 
Během rozdělení města v jistém smyslu roli hlavního nádraží převzalo nádraží Berlin Zoologischer Garten v Západním Berlíně a Ostbahnhof ve Východním Berlíně. Největší berlínské nádraží je Berlin Hauptbahnhof (hlavní nádraží) otevřené v květnu 2006 na místě bývalého Lehrter Bahnhof. Berlin Hauptbahnhof je též považováno za největší nádraží Evropy. 
Další významná nádraží jsou Ostbahnhof, Spandau, Südkreuz a Gesundbrunnen. Slavné a dříve velmi významné nádraží Berlin Zoologischer Garten (stejně jako Berlin Ostbahnhof) ztratilo po otevření nového hlavního nádraží svůj význam a slouží nyní pouze městské a regionální dopravě. Na železniční dopravu je též i velmi fixován S-Bahn, berlínský systém městské železnice.

## Letecká doprava
Berlín během doby disponoval více letišti: Tempelhof, Tegel a Schönefeld. První dvě, ležící uvnitř města (v bývalém Západním Berlíně, s historií z blokády) byla uzavřena v roce 2008 a 2020. Letiště Schönefeld, ležící na jihovýchod od Berlína, bylo rozšířeno a poblíž bylo v říjnu 2020 uvedeno do provozu nově vybudované a nyní jediné berlínské mezinárodní letiště Berlín-Braniborsko (Flughafen Berlin Brandenburg Willy Brandt). Původní letiště Schönefeld je od 25. října 2020 součástí letiště Berlín-Braniborsko (BER) pod názvem Terminál 5. Z důvodu klesajícího počtu cestujících byl Terminál 5 dne 23. února 2021 dočasně uzavřen na jeden rok.  Po novém testu potřeb na konci roku 2021 bude Terminál 5 znovu otevřen nebo definitivně uzavřen. 

## Městská doprava

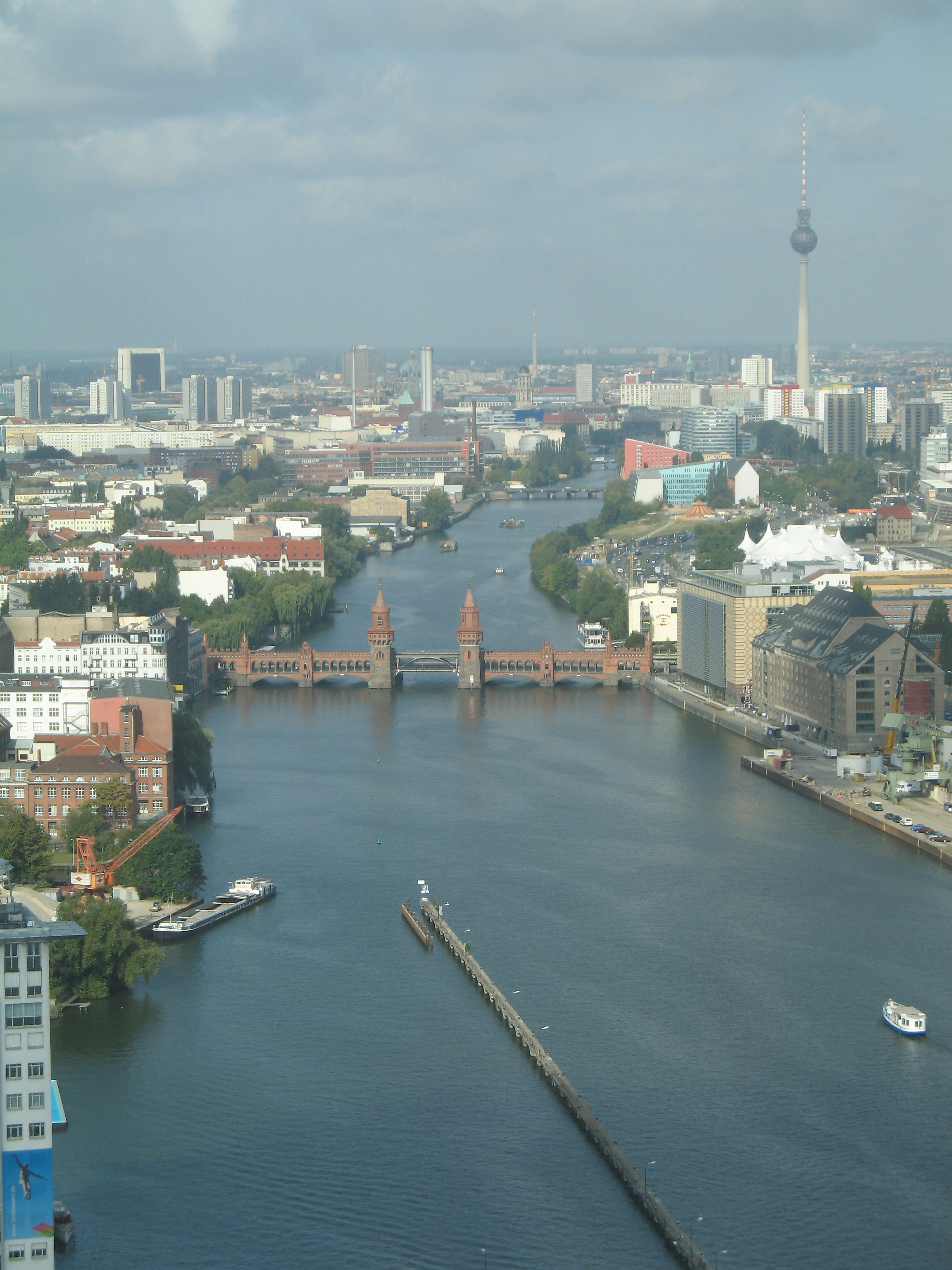
Oberbaumbrücke je jedním z nejznámějších berlínských mostů. Dnes slouží síti městské dopravy – metru

Síť městské hromadné dopravy patří k nejhustším mezi evropskými městy; po sloučení obou částí města byla propojena (převážně tedy metro a autobusy) a dále rozšířena. Městskou dopravu zajišťují v Berlíně následující druhy dopravy:
- městská rychlodráha (S-Bahn nebo Stadtschnellbahn), sahající daleko za městské hranice (délka všech tratí 340 km, 168 stanic, z toho 32 na území Braniborska. S-Bahn též tvoří i okruh kolem celého centra města)
- metro, částečně nadzemní (délka sítě 155,4 km, 175 stanic)
- autobusová doprava (délka trasy 1675 km, 2730 stanic)
- tramvajová doprava, především v bývalých východních obvodech města (délka sítě 200 km, 814 stanic).

Hlavním dopravcem je společnost BVG; ve všech dopravních prostředcích platí jednotný tarifní systém, tj. lze mezi nimi přestupovat s jedinou jízdenkou.

## Lodní doprava
Berlín je protkán sítí kanálů a průplavů; ty spojují řeky Havolu a Sprévu s dalšími a také i s vzdáleným Baltským a Severním mořem. 
Největším berlínským přístavem je Westhafen ve čtvrti Mitte, jehož plocha činí 173 000 m². Přístav se rozkládá na křižovatce několika kanálů (Schifffahrtskanal, Westhafenkanal a Hohenzollernkanal). Lodě sem převážejí většinou těžké zboží a obilí. Dalšími významnými přístavy jsou Südhafen (rozloha 103 000 m²) a Osthafen (57 500 m²).

## Ostatní
V posledních letech si získala velkou oblibu nejen mezi turisty i doprava něčím, co připomíná rikšu - jízdní kola, která pojmou mimo řidiče ještě dvě další osoby; jezdí zejména v centru (mimo zimních měsíců).